# Stanisław Lipski (poseł)
Stanisław Lipski herbu Grabie (zm. przed 2 czerwca 1580 roku) – poseł kaliski na sejm warszawski 1563/1564 roku.
Był bratem czeskim.